# Teoloyucan
Teoloyucan est une municipalité de l'État de Mexico, au Mexique. Elle couvre une superficie de 31,52 km2 et compte 66 518 habitants en 2015.